# Teodoro Ciresola
Teodoro Ciresola (Villafranca di Verona, 7 maggio 1899 – Milano, 20 gennaio 1978) è stato un latinista e poeta italiano, autore di componimenti poetici in lingua latina.

## Biografia
Nacque da una famiglia poverissima a Quaderni, un piccolo paese di campagna in provincia di Verona, nel 1899. 
Studiò all'Istituto Nicola Mazza e prese il diploma di maturità classica "d'onore" cioè con la media del 9, al Regio Liceo Scipione Maffei di Verona (ora Liceo Ginnasio di Stato Scipione Maffei). 
Il 12 luglio 1920 si laureò in Lettere classiche all'Università degli Studi di Pavia.
Fu socio fondatore della Unione Internazionale Studiosi della latinità e collaborò con numerose riviste letterarie (Latinitas, Palæstra latina, Vox latina). Nella sua lunga carriera ottenne vari riconoscimenti: vinse tredici volte il Certamen di Amsterdam, e inoltre il Certamen Capitolinum di Roma e il Certamen Vaticanum.
A Milano, dove per tantissimi anni aveva insegnato al Liceo Classico G. Carducci, esiste una scuola a lui dedicata nelle immediate vicinanze, in viale Brianza: l'Istituto Comprensivo Statale "Teodoro Ciresola"; a Villafranca di Verona, il comune dove nacque, alla sua memoria è dedicata una via.
Nel 1992 Teresa, figlia di Teodoro Ciresola, donò l'archivio del padre all'Accademia Roveretana degli Agiati. Tale archivio contiene una esauriente documentazione riguardante la biografia di Ciresola, le sue opere, articoli di riviste e giornali riguardanti la sua attività e i premi vinti.

## Opere
- Theodori Ciresola narrationes Editrice Vaticana
- Theodori Ciresola carminum, 2 voll., Calliani: in aedibus Manfrini, 1988-1991
- Sunti di Storia della Letteratura Latina, Edizioni Poseidonia Bologna 1955